# Charbel Abdallah
Charbel Yusef Abdallah, árabe: شربل عبد الله, (Hajjéh, Líbano, 17 de fevereiro de 1967) é um clérigo maronita libanês e arcebispo de Tiro.

## Biografia
Charbel Abdallah - em homenagem ao monge Charbel Makhlouf (1828-1898), canonizado em 1977 - entrou no seminário e estudou na Holy Spirit University em Kaslik, onde obteve a licenciatura em teologia em 1992. Em 24 de outubro de 1992 recebeu o Sacramento da Ordem para a Arquieparquia de Tiro.
Além de várias tarefas na pastoral, formou-se em filosofia pela Universidade Libanesa. Trabalhou na Secretaria Geral da Arquieparquia e como chefe da Caritas local. De 1997 a 1999 foi Diretor Espiritual do Seminário Ghazir. De 1999 a 2003 estudou na França e durante esse tempo trabalhou como pastor em Paris. Em 2003 ele recebeu seu doutorado pela Universidade de Estrasburgo. Depois de voltar para casa, tornou-se Vigário Episcopal para o cuidado pastoral da arquiparquia de Tiro em 2003.
Após a Guerra do Líbano de 2006 entre Israel e o Hezbollah, Abdallah foi nomeado pelo Arcebispo Chucrallah-Nabil El-Hage para organizar atividades de socorro para a Agência de Caridade Católica do Oriente Médio nas aldeias cristãs do sul do Líbano, em coordenação com representantes da Arquieparquia Greco-Católica Melquita de Tiro e a Arquieparquia Greco-Católica Melquita de Banyas.
Em 2010, Abdallah foi nomeado Protosynkellos da Arquieparquia de Tiro.
Depois que o arcebispo El-Hage apresentou sua renúncia por motivos de idade em 2020, o Sínodo do Patriarcado Maronita de Antioquia elegeu Abdallah como seu sucessor como arcebispo de Tiro em outubro daquele ano. Após a confirmação da Santa Sé, a eleição foi anunciada em 1º de novembro de 2020. O Patriarca Maronita, cardeal Béchara Pierre Raï OMM o consagrou bispo em 5 de dezembro do mesmo ano, na Igreja da Ressurreição em Bkerke; os co-consagradores foram seu predecessor Chucrallah-Nabil El-Hage e o bispo de Sidon, Maroun Ammar.